# Pinkpop 1996
Pinkpop 1996 werd gehouden op 25 t/m 27 mei 1996 in Landgraaf. Het was de 27e editie van het Nederlands muziekfestival Pinkpop en de negende in Landgraaf. Er waren circa 59.000 toeschouwers. Voor het eerst startte Pinkpop op de zaterdag voor Pinksteren en duurde het tot en met Pinkstermaandag.
Presentatie: Jan Douwe Kroeske

## Optredens

### Zaterdag
- Lionrock
- Ocean Colour Scene
- Fun Lovin' Criminals
- Undeclinable Ambuscade
- Brotherhood Foundation
- CIV
- Osdorp Posse
- Dog Eat Dog

### Zondag
- Leftfield
- Fugees
- Moloko
- The Treble Spankers
- Easy Aloha's
- Moondog Jr.
- Fun Lovin' Criminals
- Pennywise
- Butthole Surfers
- Life of Agony
- The Gathering
- Hedningarna
- Wicked Wonderland

### Maandag
- DJ PA
- Eboman
- DJ Who Cares
- The Chemical Brothers
- DJ Angelo
- Orbital
- DJ Dave Clarke
- Underworld
- Radiohead
- K's Choice
- Bush
- Skunk Anansie
- Rancid
- Metal Molly
- Dave Matthews Band
- The Prodigy
- Rage Against the Machine
- Alanis Morissette
- Therapy?
- Sepultura
- Dog Eat Dog
- The Presidents of the United States of America
- Heideroosjes